# Get Ur Freak On
«Get Ur Freak On» — песня американской певицы Мисси Эллиотт с её третьего студийного альбома Miss E... So Addictive (2001).
Песня была издана отдельным синглом в марте 2001 года. (Это был лид-сингл с вышеупомянутого альбома, который появился на свет на два месяца позже, в мае.)
Песня достигла 7 места в США (в «Горячей сотне» журнала «Билборд») и 4 места в Великобритании (в национальном чарте синглов).
Как пишет NME, песня представляет собой смелую смесь бхангры, рэпа и дэнса. А открывается она словами на японском языке.
В 2011 году журнал Rolling Stone поместил песню «Get Ur Freak On» в исполнении Мисси Эллиотт на 466 место своего списка «500 величайших песен всех времён». В обновлённой версии списка 2021 года песня поднялась уже на 8 место.
Кроме того, в 2014 году британский музыкальный журнал New Musical Express поместил песню «Get Ur Freak On» в исполнении Мисси Эллиотт на 86 место уже своего списка «500 величайших песен всех времён».
Также песня «Get Ur Freak On» в исполнении Мисси Эллиотт (по прозвищу Мисдеминор) входит в составленный Залом славы рок-н-ролла список 500 Songs That Shaped Rock and Roll.